# Tuomiojärvi
Tuomiojärvi är en sjö i Finland. Den ligger i kommunen Jyväskylä i landskapet Mellersta Finland, i den centrala delen av landet, 240 km norr om huvudstaden Helsingfors. Tuomiojärvi ligger 94,4 meter över havet. Den är 13,1 meter djup. Arean är 2,98 kvadratkilometer och strandlinjen är 16,72 kilometer lång. Sjön  ingår i Kymmene älvs huvudavrinningsområde.   Den ligger vid sjön Palokkajärvi. I omgivningarna runt Tuomiojärvi växer i huvudsak barrskog.
I övrigt finns följande i Tuomiojärvi:
- Muurahaissaari (en ö)
- Mäntysaari (en ö)
- Lehtosaari (en ö)
- Heinäsaari (en ö)
- Lehtisaari (en ö)

I övrigt finns följande vid Tuomiojärvi:
- Haukanniemi (en udde)
- Rautpohja (en vik)
- Taulumäki (en kulle)